# Puente de Gisund
El puente de Gisund (en noruego: Gisundbrua) es un puente en ménsula situado en la ruta estatal 86 en Troms, Noruega. El puente cruza el estrecho de Gisundet desde Finnsnes a Silsand en la isla de Senja. Tiene una longitud de 1147 m, con una recta de 143 m y una altura de 41 m. Fue inaugurado el 23 de junio de 1972.